# Função sigmoide

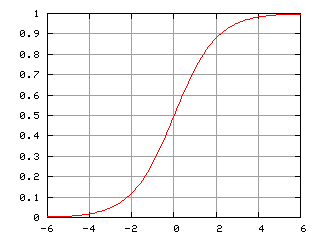
Gráfico da função sigmóide

A função sigmoide é uma função matemática de amplo uso em campos como a economia e a computação. O nome "sigmoide" vem da forma em S do seu gráfico.
Ela é definida como:
{\displaystyle f(x)={\frac {1}{1+e^{-x}}}} para todo {\displaystyle x} real.
Ela é solução da equação diferencial:
{\displaystyle {\frac {\mathrm {d} y}{\mathrm {d} x}}=\lambda \cdot (y)\cdot (1-y).} com {\displaystyle y} entre 0 e 1.
A função sigmoide pode ser reescrita como:
{\displaystyle f(x)={\frac {1}{1+e^{-\lambda x}}}={\frac {e^{\lambda x/2}}{e^{\lambda x/2}+e^{-\lambda x/2}}}={\frac {1}{2}}+{\frac {1}{2}}{\frac {e^{\lambda x/2}-e^{-\lambda x/2}}{e^{\lambda x/2}+e^{-\lambda x/2}}}={\frac {1}{2}}+{\frac {1}{2}}\operatorname {tanh} \left({\frac {\lambda x}{2}}\right)}

## Computação
Um exemplo de código para Octave, que aplica a função a um escalar ou a alguma matriz:
```
function f = sigmoid(z)
f=1./(1+exp(-z));
endfunction
```

No MATLAB a função sigmf possui dois valores de ajustes da sigmoide. O primeiro indica o grau de inclinação da curva, enquanto o segundo indica o ponto médio da curva, ou seja, para que valor de x a sigmoide vai assumir valor 0.5 no eixo y (centro da sigmoide).
Um exemplo de código para o Matlab:
```
x = 0:0.5:20 //definimos x como um vetor de valores que vai de 0 a 20 em um intervalo de 0.5, ou seja, x = {0 , 0.5, 1, 1.5, … , 19.5, 20}
s1 = sigmf(x,[1 5]) // s1 será uma sigmoide cujo centro é no 5
s2 = sigmf(x,[0.5 5]) // s2 será uma sigmoide cujo centro é no 5, porém com uma inclinação mais suave que anterior
s3 = sigmf(x,[0.5 10]) // s3 será uma sigmoide cujo centro é no 10, com a mesma inclinação que anterior
plot(x,s1)
plot(x,s2)
plot(x,s3)
```